# ناحیه کولوبارا
ناحیه کولوبارا (به صربی: Kolubara District) یک روستا در صربستان است که در صربستان واقع شده‌است. ناحیه کولوبارا ۲٬۴۷۴ کیلومتر مربع مساحت و ۱۷۴٬۵۱۳ نفر جمعیت دارد.